# Kråkberg
Kråkberg är en by i Mora kommun och socken, strax norr om Öna invid Orsasjön, med en långgrund sandstrand. Där har man funnit gravfynd från vikingatiden.
På heden mellan Kråkberg och Säs påträffades såpörten förste gången av Carl Gustaf Kröningssvärd 1820. Runt Kråkberg förekommer rikligt med myrmalmsslagg. I gravfältet Ålbjär, strax sydost om byn påträffades 1894 en vikingatida begravning av en skelettgrav, innehållande en man med häst och full stridsutrustning. Anders Ekman i byn gjorde flera utgrävningar för Anders Zorn som senare införlivades i dennes museum.  I närheten har flera fynd av pil- och spjutspetsar från vikingatiden gjorts, men även flera fynd från stenåldern. 
Byn bestod på 1910-talet av 57 gårdar.